# II liga polska w piłce nożnej (1990/1991)
II liga 1990/1991 – 43. edycja rozgrywek drugiego poziomu ligowego piłki nożnej mężczyzn w Polsce. Wzięło w nich udział 20 drużyn, grając systemem kołowym. Sezon ligowy rozpoczął się w lipcu 1990, ostatnie mecze rozegrano w czerwcu 1991. Była to ostatnia edycja II ligi przed reformą rozgrywek, po której przywrócono dwie grupy tego poziomu rozgrywkowego.

## Drużyny
| Uczestnicy poprzedniej edycji                                                                                 | Uczestnicy poprzedniej edycji | Uczestnicy poprzedniej edycji | Uczestnicy poprzedniej edycji |
| --- | ----------------------------- | ----------------------------- | ----------------------------- |
| SSW | Stal Stalowa Wola             | 3                             |                               |
| PBT | Polonia Bytom                 | 4                             |                               |
| ZAG | Zagłębie Wałbrzych            | 5                             |                               |
| GWA | Gwardia Warszawa              | 6                             |                               |
| STR | Stal Rzeszów                  | 7                             |                               |
| GWB | Górnik Wałbrzych              | 8                             |                               |
| STI | Stilon Gorzów Wielkopolski    | 9                             |                               |
| ODR | Odra Wodzisław Śląski         | 10                            |                               |
| LGD | Lechia Gdańsk                 | 11                            |                               |
| SIA | Siarka Tarnobrzeg             | 12                            |                               |
| SZO | Szombierki Bytom              | 13                            |                               |
| MIE | Miedź Legnica                 | 14                            |                               |
| POG | Pogoń Szczecin                | 15                            |                               |
| RES | Resovia                       | 16                            |                               |
| Spadek z I ligi 1989/1990                                                                                     |                               |                               |                               |
| WID | Widzew Łódź                   | 15                            |                               |
| JAG | Jagiellonia Białystok         | 16                            |                               |
| Awans z III ligi 1989/1990                                                                                    |                               |                               |                               |
| grupa południowo-wschodnia                                                                                    |                               |                               |                               |
| KOR | Korona Kielce                 | 1                             |                               |
| grupa północna                                                                                                |                               |                               |                               |
| OST | Ostrovia Ostrów Wielkopolski  | 1                             |                               |
| grupa śląska                                                                                                  |                               |                               |                               |
| RAK | Raków Częstochowa             | 1                             |                               |
| grupa wschodnia                                                                                               |                               |                               |                               |
| HUT | Hutnik Warszawa               | 1                             |                               |
| Oznaczenia: - kolumna pierwsza – skróty nazw drużyn, - kolumna trzecia – miejsce zajęte w poprzednim sezonie. |                               |                               |                               |

## Rozgrywki
Uczestnicy rozegrali po 38 kolejek ligowych (razem 380 spotkań) w dwóch rundach: jesiennej i wiosennej.
Po sezonie dokonano reformy II ligi – zwiększono liczbę uczestników z 20 do 36 i przywrócono podział na dwie grupy. Równocześnie I liga została powiększona z 16 do 18 zespołów. W związku z tym mistrz i wicemistrz II ligi uzyskali awans do I ligi, a drużyny z 3. i 4. miejsca rozegrały dwumecze barażowe o wejście do I ligi z 15. i 16. zespołem najwyższej klasy rozgrywkowej. Do III ligi nie spadła bezpośrednio żadna drużyna; zespoły z miejsc 17–20 rozegrały między sobą mecze barażowe o utrzymanie w lidze, zaś 8 drużyn z III ligi walczyło w barażach o 4 miejsca na drugim poziomie rozgrywkowym.
Ponadto przywrócono obowiązującą do sezonu 1986/1987 punktację – 2 punkty za zwycięstwo, 1 za remis, 0 za porażkę.

### Tabela
| Lp. | Drużyna                          | M  | Z  | R  | P  | Bramki | Bramki | Różn. | Pkt | Uwagi            |
| --- | -------------------------------- | -- | -- | -- | -- | ------ | ------ | ----- | --- | ---------------- |
| 1   | Stal Stalowa Wola (M) (A)        | 38 | 18 | 13 | 7  | 45     | 24     | +21   | 49  | Awans do I ligi  |
| 2   | Widzew Łódź (A)                  | 38 | 17 | 14 | 7  | 57     | 29     | +28   | 48  | Awans do I ligi  |
| 3   | Jagiellonia Białystok            | 38 | 17 | 14 | 7  | 46     | 29     | +17   | 48  | Baraże o I ligę  |
| 4   | Miedź Legnica                    | 38 | 17 | 13 | 8  | 51     | 34     | +17   | 47  | Baraże o I ligę  |
| 5   | Stilon Gorzów Wielkopolski       | 38 | 17 | 13 | 8  | 46     | 29     | +17   | 47  |                  |
| 6   | Raków Częstochowa                | 38 | 16 | 11 | 11 | 43     | 34     | +9    | 43  |                  |
| 7   | Polonia Bytom                    | 38 | 15 | 11 | 12 | 51     | 38     | +13   | 41  |                  |
| 8   | Siarka Tarnobrzeg                | 38 | 12 | 15 | 11 | 47     | 46     | +1    | 39  |                  |
| 9   | Szombierki Bytom                 | 38 | 14 | 11 | 13 | 40     | 41     | −1    | 39  |                  |
| 10  | Górnik Wałbrzych                 | 38 | 12 | 13 | 13 | 43     | 42     | +1    | 37  |                  |
| 11  | Pogoń Szczecin                   | 38 | 11 | 14 | 13 | 47     | 46     | +1    | 36  |                  |
| 12  | Lechia Gdańsk                    | 38 | 13 | 10 | 15 | 40     | 43     | −3    | 36  |                  |
| 13  | Resovia                          | 38 | 11 | 14 | 13 | 38     | 42     | −4    | 36  |                  |
| 14  | Odra Wodzisław Śląski            | 38 | 9  | 17 | 12 | 49     | 49     | 0     | 35  |                  |
| 15  | Stal Rzeszów                     | 38 | 10 | 15 | 13 | 44     | 50     | −6    | 35  |                  |
| 16  | Zagłębie Wałbrzych               | 38 | 9  | 17 | 12 | 27     | 33     | −6    | 35  |                  |
| 17  | Korona Kielce                    | 38 | 11 | 12 | 15 | 32     | 43     | −11   | 34  | Baraże o II ligę |
| 18  | Gwardia Warszawa                 | 38 | 8  | 11 | 19 | 37     | 54     | −17   | 27  | Baraże o II ligę |
| 19  | Hutnik Warszawa (S)              | 38 | 9  | 8  | 21 | 35     | 63     | −28   | 26  | Baraże o II ligę |
| 20  | Ostrovia Ostrów Wielkopolski (S) | 38 | 4  | 14 | 20 | 28     | 77     | −49   | 22  | Baraże o II ligę |

## Baraże o II ligę
Po zakończeniu sezonu rozegrano mecze barażowe o 6 miejsc w drugiej klasie rozgrywkowej w sezonie 1991/1992 między zespołami z miejsc 17–20 II ligi oraz 8 drużynami z III ligi:
- 17. i 20. drużyna II ligi – Korona Kielce i Ostrovia Ostrów Wielkopolski
- 18. i 19. drużyna II ligi – Gwardia Warszawa i Hutnik Warszawa

- 3. drużyny grup warszawskiej i gdańskiej III ligi – Ursus Warszawa i Olimpia Elbląg
- 3. drużyna grupy łódzkiej i 2. drużyna grupy szczecińskiej III ligi – Wisła Płock i Błękitni Stargard Szczeciński
- 3. drużyny grup krakowskiej i lubelskiej III ligi – Cracovia i Radomiak Radom
- 3. drużyny grup katowickiej i wrocławskiej III ligi – GKS Jastrzębie i Moto Jelcz Oława

| Drużyna 1                            | Wynik dwumeczu | Drużyna 2                     | Pierwszy mecz | Drugi mecz |
| ------------------------------------ | -------------- | ----------------------------- | ------------- | ---------- |
| Korona Kielce                        | 4:2            | Ostrovia Ostrów Wielkopolski  | 3:0           | 1:2        |
| Hutnik Warszawa                      | 2:3            | Gwardia Warszawa              | 1:2           | 1:1        |
| Ursus Warszawa                       | 1:2            | Olimpia Elbląg                | 1:0           | 0:2        |
| Wisła Płock                          | 2:1            | Błękitni Stargard Szczeciński | 2:0           | 0:1        |
| Cracovia                             | 3:1            | Radomiak Radom                | 1:1           | 2:0        |
| GKS Jastrzębie                       | 0:2            | Moto Jelcz Oława              | 0:0           | 0:2        |
| Po lewej gospodarz pierwszego meczu. |                |                               |               |            |

Miejsca na drugim poziomie ligowym nie utrzymali: Ostrovia Ostrów Wielkopolski i Hutnik Warszawa.

## Statystyki

### Najlepsi Strzelcy
| Bramki | Strzelcy              | Drużyna                    |
| ------ | --------------------- | -------------------------- |
| 21     | Robert Dymkowski      | Pogoń Szczecin             |
| 19     | Zenon Burzawa         | Stilon Gorzów Wielkopolski |
| 19     | Bogusław Cygan        | Polonia Bytom              |
| 14     | Robert Bąk            | Stal Rzeszów               |
| 14     | Leszek Kosowski       | Górnik Wałbrzych           |
| 13     | Daniel Dyluś          | Miedź Legnica              |
| 12     | Leszek Iwanicki       | Widzew Łódź                |
| 12     | Zenon Lissek          | Szombierki Bytom           |
| 12     | Siergiej Sołodownikow | Jagiellonia Białystok      |
| 11     | Mariusz Rop           | Resovia Rzeszów            |
| 11     | Waldemar Żebrowski    | Raków Częstochowa          |
| 10     | Roman Buczek          | Siarka Tarnobrzeg          |
| 10     | Mariusz Gromek        | Siarka Tarnobrzeg          |
| 10     | Wołodymyr Jurczenko   | Stal Stalowa Wola          |
| 10     | Grzegorz Pawłuszek    | Lechia Gdańsk              |
| 10     | Stefan Toporek        | Hutnik Warszawa            |
| 10     | Grzegorz Waliczek     | Widzew Łódź                |

- Źródło [2]